# Tunstall Quarles
Tunstall Quarles (* um 1770 im King William County, Colony of Virginia; † 7. Januar 1855 in Somerset, Kentucky) war ein US-amerikanischer Politiker. Zwischen 1817 und 1820 vertrat er den Bundesstaat Kentucky im US-Repräsentantenhaus.

## Werdegang
Tunstall Quarles besuchte die öffentlichen Schulen seiner Heimat. Um das Jahr 1790 kam er mit seinen Eltern in das Woodford County im heutigen Kentucky. Nach einem Jurastudium und seiner Zulassung als Rechtsanwalt begann er in diesem Beruf zu arbeiten. Politisch wurde er Mitglied der von Thomas Jefferson gegründeten Demokratisch-Republikanischen Partei. Im Jahr 1796 wurde er erstmals Abgeordneter im Repräsentantenhaus von Kentucky. Später zog er nach Somerset im Pulaski County. In den Jahren 1811 und 1812 war Quarles erneut Abgeordneter im Staatsparlament. Während des Britisch-Amerikanischen Krieges von 1812 rüstete er auf eigene Kosten eine Kompanie der Staatsmiliz aus, die er selbst kommandierte. Danach war er als Bezirksrichter tätig.
Bei den Kongresswahlen des Jahres 1816 wurde Quarles im neunten Wahlbezirk von Kentucky in das US-Repräsentantenhaus in Washington, D.C. gewählt, wo er am 4. März 1817 die Nachfolge von Micah Taul antrat. Nach einer Wiederwahl im Jahr 1818 konnte er bis zu seinem Rücktritt am 15. Juni 1820 im Kongress verbleiben. Zwischen 1821 und 1824 war er Steuereinnehmer in Jackson (Missouri). Danach kehrte er nach Somerset zurück, wo er in der Landwirtschaft und als Anwalt arbeitete. Im Jahr 1828 war er Abgeordneter und Präsident im Repräsentantenhaus von Kentucky; 1840 gehörte er dem Senat von Kentucky an. Tunstall Quarles starb am 7. Januar 1855 in Somerset, wo er auch beigesetzt wurde.